# Copiano
Copiano (lombardul: Cupiän) település Olaszországban, Lombardia régióban, Pavia megyében. Lakosainak száma 1708 fő (2023. január 1.). Copiano Filighera, Corteolona e Genzone, Gerenzago, Magherno és Vistarino községekkel határos.

## Népesség
A település lakossága az elmúlt években az alábbi módon változott:
| Lakosok száma | 1716 | 1680 | 1708 |
|               | 2017 | 2018 | 2023 |